# 존 맥비
존 맥비(영어: John McVie, 1945년 11월 26일 ~ )는 잉글랜드의 베이시스트로, 플리트우드 맥의 일원이다.